# Гойко Кличкович
Гойко Кличкович (на сръбски: Гојко Кличковић) е бивш политик от Република Сръбска, министър-председател на Република Сръбска между 18 май 1996 и 31 януари 1998 г., излъчен от Сръбската демократическа партия (СДП).

## Биография
Гойко Кличкович е роден на 25 март 1955 година в село Долни Петровичи, Босна и Херцеговина. Завършва социология в Сараево, степен „магистър“ в Белград. От 1991 година е член на Сръбската демократическа партия.